# 内藤篤
内藤 篤（ないとう あつし、1958年 - ）は、日本の弁護士、著述家、翻訳家。
慶應義塾大学法科大学院講師（エンタテインメント法担当）。名画座「シネマヴェーラ渋谷」館主。

## 来歴
東京都生まれ。麻布高校では宮台真司と同級生。東京大学法学部卒業、1985年弁護士登録、大手渉外法律事務所に勤務、1990年、ニューヨーク州弁護士。
1994年、内藤・清水法律事務所を開設（2002年に青山総合法律事務所と改称）。
主たる仕事領域は、エンタテインメント（映画、音楽、演劇、音楽出版、マーチャンダイジング、アート取引、玩具、広告等）およびメディア / コミュニケーション関係（放送、出版、インターネット等）の法実務。
1991年『ハリウッド・パワーゲーム - アメリカ映画産業の「法と経済」』で芸術選奨新人賞受賞。

## 著書
- 『ハリウッド・パワーゲーム アメリカ映画産業の「法と経済」』（ティビーエス・ブリタニカ） 1991.12
- 『エンタテインメント・ロイヤーの時代 弁護士が語る映像・音楽ビジネス』（日経BP出版センター） 1994.9
- 『走れ、エロス!』（筑摩書房） 1994.12
- 『パブリシティ権概説』（田代貞之共著、木鐸社） 1999.5
- 『エンタテインメント契約法』（商事法務） 2004.7

## 翻訳
- 『1990年代・米国著作権法詳解』（アラン・ラットマン他共編、信山社出版） 1991 - 1992
- 『アメリカ製造物責任法』（ジェリー・J・フィリプス、木鐸社、アメリカ・ビジネス法シリーズ） 1992.3
- 『アーティストのための音楽ビジネス成功の条件』（ドナルド・S・パスマン、リットーミュージック） 1992.7
- 『エンターテインメント・ビジネス その構造と経済』（ハロルド・L・ヴォーゲル、リットーミュージック） 1993.3
- 『ミュージック・ビジネス』（シドニー・シェメル, M・ウィリアム・クラシロフスキー、浅尾敦則共訳、リットーミュージック） 1997.6
- 『米国著作権法詳解』（ロバート・ゴーマン, ジェーン・ギンズバーグ編、信山社出版） 2003.5